# 비엣콤뱅크 타워
비엣콤뱅크 타워(영어: Vietcombank Tower)는 베트남 호찌민 시에 위치하고 있는 타워이다.